# عبدالله سکو سو
عبدالله سکو سو (انگلیسی: Abdoulaye Sékou Sow; زاده ۱ ژانویهٔ ۱۹۳۱ – درگذشته ۲۷ مهٔ ۲۰۱۳) سیاستمدار اهل مالی بود. وی از ۱۲ آوریل ۱۹۹۳ تا ۴ فوریه ۱۹۹۴ نخست‌وزیر این کشور بود.
عبدالله سکو سو در ۲۷ مه ۲۰۱۳، در سن ۸۲ سالگی در باماکو درگذشت.